# Pablo Brenes
Pablo Andrés Brenes Quesada  (San Isidro de El General, Pérez Zeledón, 4 de agosto de 1982) es un futbolista costarricense que juega como volante y actualmente se encuentra retirado.

## Trayectoria
Brenes Quesada es originario de San Isidro de El General, al sur del cantón de Pérez Zeledón. Hizo sus divisiones menores en la Escuela de Fútbol Edwin Puro Barrantes, Generaleña y el club de su localidad, el Municipal de Perez Zeledón, para luego integrar varios clubes de la Primera División de Costa Rica, y dos de la Major League Soccer. 
Puso fin a su carrera profesional en 2013, jugando con la A.D. Santos.

### Selección nacional
Debutó como jugador profesional en octubre del 2001 consiguiendo el premio al Novato del Año según (UNAFUT). Entre el 2005 y el 2009, fue convocado regularmente a la Selección de fútbol de Costa Rica, con la que disputó 11 encuentros oficiales. Fue parte del equipo nacional que participó en los Juegos Olímpicos de Atenas 2004. Brenes anotó el cuarto y último gol en la victoria de Costa Rica ante Portugal (4:2).

## Clubes
| Club               | País           | Año         |
| ------------------ | -------------- | ----------- |
| Pérez Zeledón      | Costa Rica     | 2001 - 2003 |
| New York Red Bulls | Estados Unidos | 2004        |
| Saprissa           | Costa Rica     | 2005        |
| Real Salt Lake     | Estados Unidos | 2005        |
| Saprissa           | Costa Rica     | 2006 - 2008 |
| Brujas FC          | Costa Rica     | 2008 - 2010 |
| Cartaginés         | Costa Rica     | 2011 - 2013 |
| Santos             | Costa Rica     | 2013        |

## Palmarés
| Título                                 | Club               | País       | Año  |
| -------------------------------------- | ------------------ | ---------- | ---- |
| Campeón Primera División de Costa Rica | Brujas Fútbol Club | Costa Rica | 2009 |

## Participaciones internacionales

### Juegos Olímpicos
| Juegos           | Sede   | Año  | Resultado        |
| ---------------- | ------ | ---- | ---------------- |
| Juegos Olímpicos | Grecia | 2004 | Cuartos de final |